# Matteo Ricci (politico 1974)
Matteo Ricci (Pesaro, 18 luglio 1974) è un politico italiano, dal 16 luglio 2024 europarlamentare per il Partito Democratico.
È stato presidente della Provincia di Pesaro e Urbino dal 8 giugno 2009 al 22 giugno 2014, vicepresidente del Partito Democratico dal 15 dicembre 2013 al 7 maggio 2017 e sindaco di Pesaro dal 30 maggio 2014 al 13 giugno 2024, dov'è stato anche presidente di ALI-Autonomie Locali Italiane dal 2018 al 12 settembre 2024.

## Biografia

### Studi ed inizi in politica
Nato a Pesaro, dove ha studiato all'Istituto tecnico commerciale Bramante, in cui viene eletto rappresentante d'istituto, e si è laureato in scienze politiche all'Università di Urbino "Carlo Bo" nel 2003 con una tesi dal titolo «Verso una Costituzione europea». È sposato con due figli.
Negli anni della scuola superiore aderisce al circolo giovanile Left e alla Sinistra Giovanile, l'organizzazione giovanile del Partito Democratico della Sinistra (PDS).
Nel 1998 aderisce alla svolta di Massimo D'Alema dal post-comunista PDS ai Democratici di Sinistra (DS), con cui alle elezioni amministrative del 1999 si candida al consiglio comunale di Pesaro, tra le sue liste a sostegno del sindaco uscente di centro-sinistra Oriano Giovanelli, risultando eletto consigliere comunale e diventando capogruppo in Consiglio comunale. Alle amministrative del 2004 venne rieletto consigliere comunale, risultando il più votato della città con 630 preferenze, e si candida al consiglio provinciale di Pesaro e Urbino, tra le liste dei DS nel collegio di Pesaro IV a sostegno del presidente uscente di centro-sinistra Palmiro Ucchielli, risultando eletto consigliere provinciale. È stato anche collaboratore parlamentare di Ucchielli.
Nel 2000 diventa responsabile provinciale dell'organizzazione dei DS a Pesaro e Urbino, mentre nel 2003 diventa segretario comunale dei DS di Pesaro e nel 2005 diventa segretario provinciale dei DS a Pesaro e Urbino.

### Presidente della Provincia di Pesaro e Urbino
Nel 2007 aderisce allo scioglimento dei DS, sancito dal congresso di quell'anno, e la sua confluenza nel Partito Democratico (PD), di cui viene eletto segretario provinciale nel novembre 2008 e con cui alle elezioni amministrative del 2009 viene candidato alla presidenza della Provincia di Pesaro e Urbino, sostenuto da una coalizione di centro-sinistra formata da PD, Italia dei Valori, Rifondazione Comunista, Sinistra e Socialismo, Federazione dei Verdi e Comunisti Italiani, risultando eletto presidente della Provincia al primo turno con il 52,05% dei voti e sconfiggendo i candidati del Popolo della Libertà Roberto Giannotti (27,39%), della Lega Nord Giorgio Cancellieri (9,29%) e dell'Unione di Centro Marcello Mei (5,06%).
Ad ottobre 2012, in vista delle elezioni politiche del 2013, decide di rinunciare a candidarsi al Parlamento per rimanere presidente di Provincia, in controtendenza nazionale.
Dal 15 dicembre 2013 al 7 maggio 2017 è stato vicepresidente del Partito Democratico, assieme a Sandra Zampa, sotto la direzione del segretario Matteo Renzi.
In vista delle elezioni europee del 2014 ha proposto di inserire il nome del segretario del PD Renzi nel simbolo elettorale del PD, cosa che tuttavia non ha avuto seguito.

### Sindaco di Pesaro

#### Primo mandato
Alle elezioni amministrative del 2014 si candida a sindaco di Pesaro, sostenuto da una coalizione di centro-sinistra formata da PD e le liste Matteo Ricci Sindaco, Una Città in Comune, Impegno Comune, Il Faro, La Sinistra (Sinistra Ecologia Libertà, Rifondazione Comunista e Comunisti Italiani), Solo Pesaro, Io Centro (Scelta Civica, Popolari per I'Italia e Democrazia Cristiana) e Solidarietà - Liberi X Pesaro, risultando eletto sindaco al primo turno col 60,52% dei voti e superando i candidati del centro-destra Roberta Crescentini (17,88%) e del Movimento 5 Stelle (M5S) Fabrizio Pazzaglia (16,43%). Nel novembre dello stesso anno viene eletto nel direttivo dell'Associazione Nazionale Comuni Italiani (ANCI), di cui diventa anche vicepresidente con delega per le politiche istituzionali e le riforme. Dal 13 ottobre 2014 al 8 gennaio 2017 è stato anche consigliere provinciale di Pesaro e Urbino.
Nel 2016 si è candidato alla presidenza dell'ANCI, ritirando tuttavia la candidatura per convergere su quella del sindaco di Bari Antonio Decaro, che verrà eletto. Ad ottobre dello stesso anno viene nominato Responsabile degli enti locali nella segreteria nazionale del PD guidata da Matteo Renzi, venendo confermato in quel ruolo da quest'ultimo, rieletto segretario del PD, nel 2017 e del reggente successore Maurizio Martina, rimanendo in carica fino al 17 novembre 2018.
In vista delle elezioni primarie del PD del 2019 firma un appello, assieme ad altri sindaci (compreso lui 200), a sostegno della mozione di Nicola Zingaretti, presidente della Regione Lazio e candidato con la carriera amministrativa più lunga alle spalle, che risulterà vincente con il 66% dei voti.

#### Secondo mandato

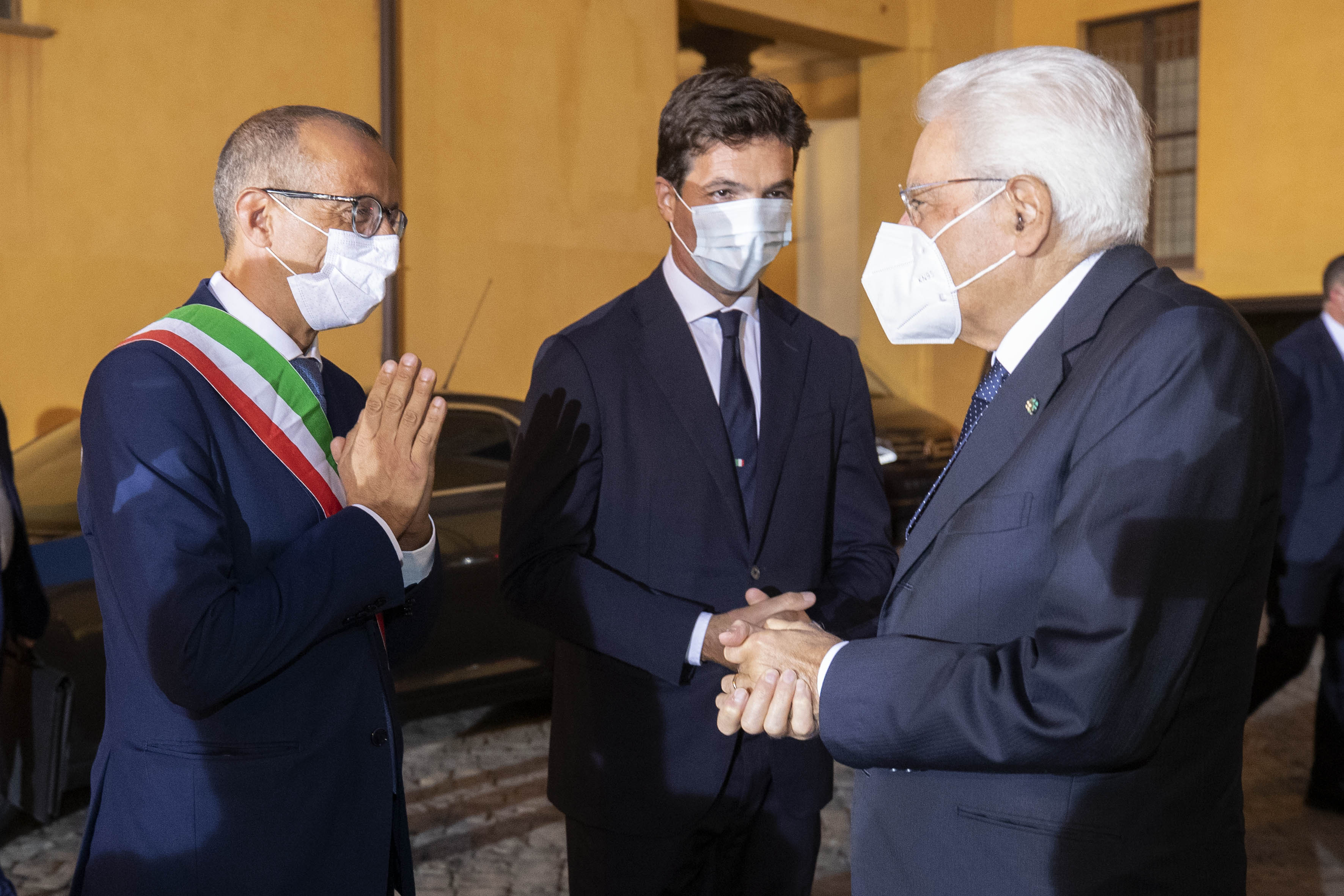
Ricci, assieme al presidente della Regione Marche Francesco Acquaroli e al presidente della Repubblica Sergio Mattarella, al concerto di chiusura della 42a edizione del Rossini Opera Festival

Alle amministrative del 2019 si ricandida a primo cittadino di Pesaro per un secondo mandato, sostenuto da una coalizione di centro-sinistra formata dal PD e le liste civiche Matteo Ricci, il nostro Sindaco, Una Città in Comune, Forza Pesaro!, Il Faro di Pesaro e Giovani è Tempo, venendo rieletto al primo turno con il 57,32% dei voti e superando i candidati del centro destra Nicola Baiocchi (29,9%) e del M5S Francesca Frenquellucci (9,31%). Durante il suo mandato ha creato diverse iniziative nel tentativo di fare della pizza Rossini un marchio da esportare, come per esempio «La Rossini», un festival interamente dedicato alla pizza, e organizzando una maxi tavolata a base della pizza per festeggiare la nomina di Pesaro come capitale italiana della cultura nel settembre 2023.
Il 26 febbraio 2021 Zingaretti, segretario del PD, dopo averlo voluto all'interno del comitato politico, gli attribuisce il compito di costituire e dirigere il coordinamento dei sindaci del partito. L'incarico viene confermato anche dal nuovo segretario PD Enrico Letta.
In vista delle elezioni politiche anticipate del 2022 si è fatto portavoce della contrarietà dei sindaci PD alla proposta del segretario Letta di candidarsi al Parlamento, tuttavia ribadendo il sostegno al partito e stilando un elenco di sindaci di comuni sotto i 20mila abitanti ed ex sindaci che hanno concluso il mandato quell’anno, disponibili a candidarsi.
Alle primarie del PD del 2023 sostiene la mozione di Stefano Bonaccini, presidente della Regione Emilia-Romagna, ma che risulta perdente venendo sconfitto dalla deputata del PD Elly Schlein, entrando nella Direzione Nazionale del PD e venendo comunque confermato al coordinamento dei Sindaci con la nuova segretaria Schlein.

#### Presidente delle Autonomie Locali Italiane
Il 29 novembre 2018 viene eletto presidente delle Autonomie Locali Italiane - Lega delle Autonomie Locali (ALI) durante il XVII Congresso nazionale dell'associazione svoltosi a Viareggio dal 29 al 30 novembre 2018. Nel corso del suo mandato, l'associazione cambiò denominazione in ALI Autonomie Locali Italiane – Lega delle Autonomie.. 
Tra il 16 e 17 luglio 2020 Ricci venne rieletto presidente delle ALI per un secondo mandato nel XVIII Congresso di Napoli, nel corso del quale venne sancita formalmente la nascita di ALI – Autonomie Locali Italiane, come nuova denominazione dell’associazione. Ricci, in qualità di presidente, è stato anche direttore responsabile del periodico online di ALI Governare il Territorio, rimanendo in carica fino al 12 settembre 2024, gli succede alla presidenza il sindaco di Roma Capitale Roberto Gualtieri.

### Elezione a europarlamentare
Alle elezioni europee del 2024 viene candidato al Parlamento europeo, tra le liste del PD nella circoscrizione Italia centrale in rappresentanza della corrente di Bonaccini, risultando eletto europarlamentare con 106.482 preferenze. Nella X legislatura è vicepresidente della Commissione per i trasporti e il turismo, componente della Delegazione per le relazioni con la Repubblica Popolare Cinese e membro sostituto della Commissione per l'ambiente, la sanità pubblica e la sicurezza alimentare.
In vista dei referendum abrogativi del 2025, si schiera per il "Sì" a tutti e cinque i quesiti, criticando gli appelli all'astensione.

#### Candidatura alle regionali nelle Marche

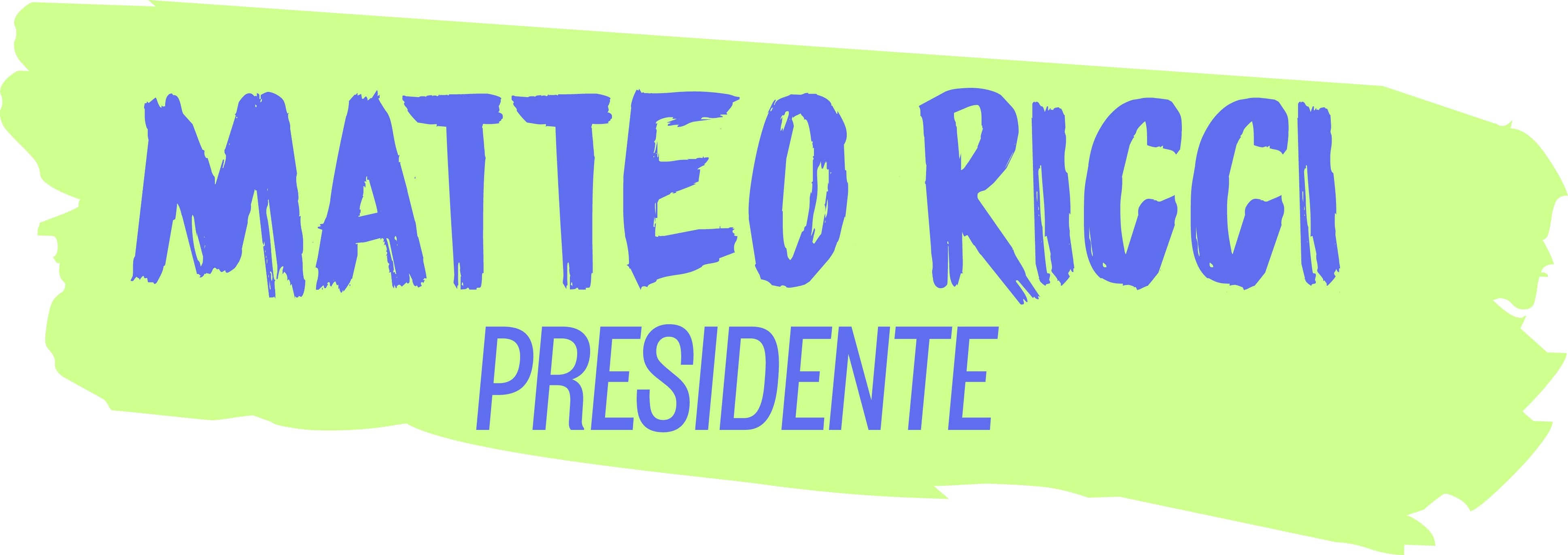
Logo della campagna elettorale di Ricci alle regionali nel 2025

In vista delle elezioni regionali del 2025 Ricci annuncia la sua disponibilità a candidarsi alla presidenza della Regione Marche, venendo sostenuto da PD, Movimento 5 Stelle, Europa Verde, Sinistra Italiana, Italia Viva, +Europa, Partito Socialista Italiano, Possibile, Rifondazione Comunista, Dipende da Noi, Volt, Democrazia Solidale e Movimento Socialista Liberale, presentando un programma elettorale di 56 pagine corrispondente all’obiettivo percentuale che vuole ottenere.

## Posizioni e idee politiche
Ricci è favorevole a eliminare il limite dei due mandati consecutivi per i sindaci, sostenendo in pratica che questo limite bloccherebbe la loro attività di amministratori, all'abolizione del reato di abuso d'ufficio, assieme agli altri sindaci del PD contro i vertici nazionali del partito, alla costruzione dei rigassificatori di Piombino e Ravenna e del termovalorizzatore di Roma, anche se è contrario ad un eventuale termovalorizzatore nelle Marche, e all'aumento degli stipendi dei sindaci; mentre è contrario all'autonomia differenziata.

## Vicende giudiziarie
Il 23 luglio 2025 risulta indagato dalla procura di Pesaro nell'inchiesta "Affidopoli", assieme a Franco Arceci (ex capo di gabinetto di Ricci) e Massimiliano Santini (membro dello staff di Ricci), per presunte irregolarità nel sistema degli affidamenti pubblici del comune di Pesaro che si sarebbero verificate quando era sindaco. In merito alle accuse, Ricci, (che è stato lui stesso a rivelare di essere indagato), si è dichiarato completamente estraneo.

## Pubblicazioni
- L'Italia alla ricerca della felicità Archiviato il 26 novembre 2020 in Internet Archive., Prefazione di Enrico Giovannini, San Marino, Aiep, 2013
- Primo, cittadino. Perché l'Italia può (ri)partire dai sindaci, Prefazione di Ilvo Diamanti, Milano, Baldini&Castoldi, 2018
- Vincere l'Odio. Prima e dopo il Corona Virus, Prefazione di Liliana Segre, Roma, All Around, 2020
- Pane e Politica. Per un centrosinistra che torni a vincere, Prefazione di Walter Veltroni, Roma, Paper FIRST, 2023